# BOFURI: I Don’t Want to Get Hurt, so I’ll Max Out My Defense.
BOFURI: I Don’t Want to Get Hurt, so I’ll Max Out My Defense. (jap. 痛いのは嫌なので防御力に極振りしたいと思います。 Itai no wa iya nano de bōgyoryoku ni kyokufuri shitai to omoimasu.) – seria light novel napisana przez Yuumikan i zilustrowana przez Koin. Początkowo była publikowana jako powieść internetowa w serwisie Shōsetsuka ni narō. Następnie została przejęta przez wydawnictwo Fujimi Shobō, które wydaje ją jako light novel od września 2017 pod imprintem Kadokawa Books. 
Na jej podstawie powstała manga oraz serial anime wyprodukowany przez studio Silver Link, który emitowano między styczniem a marcem 2020. Drugi sezon był emitowany od stycznia do kwietnia 2023.

## Fabuła
Kaede Honjō, zachęcona przez przyjaciółkę, zaczyna grać w grę VRMMORPG NewWorld Online pod pseudonimem Maple. Nie chcąc zostać zranioną, Maple decyduje się na korzystanie z tarczy i przeznacza każdy punkt statusu, który zdobywa w grze, na zwiększenie poziomu obrony, w wyniku czego ma małą prędkość poruszania się i nie może korzystać z magii, jednakże jej wysoka obrona pozwala jej przetrwać większość ciosów bez otrzymywania żadnych obrażeń. To, w połączeniu z jej niekonwencjonalnym sposobem myślenia, pozwala jej na dokonywanie niespodziewanych osiągnięć w grze, zadaniach i wydarzeniach. Dzięki temu zdobywa różnego rodzaju niespodziewane umiejętności i staje się jednym z najsilniejszych graczy w grze.

## Bohaterowie
- Maple (jap. メイプル Meipuru) / Kaede Honjō (jap. 本条 楓 Honjō Kaede)

Seiyū: Kaede Hondo 
- Sally (jap. サリー Sarī) / Risa Shiromine (jap. 白峯 理沙 Shiromine Risa)

Seiyū: Ruriko Noguchi 
- Kasumi (jap. カスミ)

Seiyū: Saori Hayami 
- Kanade (jap. カナデ)

Seiyū: Satomi Arai 
- Kuromu (jap. クロム)

Seiyū: Noriaki Sugiyama 
- Iz (jap. イズ Izu)

Seiyū: Satomi Satō 
- Mai (jap. マイ)

Seiyū: Ai Kakuma 
- Yui (jap. ユイ)

Seiyū: Nanaka Suwa 
- Syrup (jap. シロップ Shiroppu)

Seiyū: Miyuri Shimabukuro 
- Oboro (jap. 朧)

Seiyū: Akiha Matsui 
- Payne (jap. ペイン Pein)

Seiyū: Kenshō Ono 
- Dread (jap. ドレッド Doreddo)

Seiyū: Takumi Yamazaki 
- Frederica (jap. フレデリカ Furederika)

Seiyū: Ayana Taketatsu 
- Drag (jap. ドラグ Doragu)

Seiyū: Nobutoshi Canna 
- Mii (jap. ミィ Mī)

Seiyū: Rina Satō 
- Shin (jap. シン)

Seiyū: Kappei Yamaguchi 
- Marx (jap. マルクス Marukusu)

Seiyū: Akira Ishida 
- Misery (jap. ミザリー Mizarī)

Seiyū: Yūko Minaguchi 
- Drazō (jap. ドラぞう Dorazō)

Seiyū: Sakura Tange 

## Light novel
Seria po raz pierwszy została opublikowana w serwisie Shōsetsuka ni narō, gdzie ukazuje się od 28 czerwca 2016 do 20 lutego 2025. Rok później została przejęta przez wydawnictwo Fujimi Shobō i wydana jako light novel pod imprintem Kadokawa Books. Pierwszy tom wydano 8 września 2017, natomiast według stanu na 9 sierpnia 2024, do tej ukazało się 18 tomów.
| Nr | Data wydania (język japoński) | ISBN (język japoński)  |
| -- | ----------------------------- | ---------------------- |
| 1  | 8 września 2017               | ISBN 978-4-04-072441-6 |
| 2  | 10 grudnia 2017               | ISBN 978-4-04-072443-0 |
| 3  | 10 kwietnia 2018              | ISBN 978-4-04-072688-5 |
| 4  | 10 sierpnia 2018              | ISBN 978-4-04-072697-7 |
| 5  | 10 grudnia 2018               | ISBN 978-4-04-072698-4 |
| 6  | 10 kwietnia 2019              | ISBN 978-4-04-073115-5 |
| 7  | 9 sierpnia 2019               | ISBN 978-4-04-073116-2 |
| 8  | 10 grudnia 2019               | ISBN 978-4-04-073117-9 |
| 9  | 10 marca 2020                 | ISBN 978-4-04-073118-6 |
| 10 | 7 sierpnia 2020               | ISBN 978-4-04-073759-1 |
| 11 | 9 stycznia 2021               | ISBN 978-4-04-073760-7 |
| 12 | 10 sierpnia 2021              | ISBN 978-4-04-074129-1 |
| 13 | 10 marca 2022                 | ISBN 978-4-04-074131-4 |
| 14 | 10 sierpnia 2022              | ISBN 978-4-04-074630-2 |
| 15 | 10 stycznia 2023              | ISBN 978-4-04-074812-2 |
| 16 | 10 sierpnia 2023              | ISBN 978-4-04-075096-5 |
| 17 | 8 marca 2024                  | ISBN 978-4-04-075348-5 |
| 18 | 9 sierpnia 2024               | ISBN 978-4-04-075565-6 |
| 19 | 10 marca 2025                 | ISBN 978-4-04-075848-0 |

## Manga
Adaptacja w formie mangi autorstwa Jirō Oimoto ukazuje się w magazynie „Comp Ace” wydawnictwa Kadokawa Shoten od 26 maja 2018.
| Nr | Data wydania (język japoński) | ISBN (język japoński)  |
| -- | ----------------------------- | ---------------------- |
| 1  | 24 listopada 2018             | ISBN 978-4-04-107718-4 |
| 2  | 26 sierpnia 2019              | ISBN 978-4-04-108577-6 |
| 3  | 22 lutego 2020                | ISBN 978-4-04-108578-3 |
| 4  | 26 stycznia 2021              | ISBN 978-4-04-110920-5 |
| 5  | 26 października 2021          | ISBN 978-4-04-111912-9 |
| 6  | 26 sierpnia 2022              | ISBN 978-4-04-111913-6 |
| 7  | 25 lutego 2023                | ISBN 978-4-04-113329-3 |
| 8  | 25 listopada 2023             | ISBN 978-4-04-114355-1 |

## Anime
Adaptacja w formie anime została ogłoszona przez wydawnictwo Kadokawa 6 grudnia 2018. Seria została zanimowana przez studio Silver Link i wyreżyserowana przez Shina Ōnumę wraz z Mirai Minato. Scenariusz napisał Fumihiko Shimo, postacie zaprojektował Kazuya Hirata, a muzykę skomponował Taro Masuda. 12-odcinkowy serial był emitowany od 8 stycznia do 25 marca 2020 w stacjach AT-X, ABC, Tokyo MX, TVA i BS11. Prawa do streamingu serii nabyło Funimation. Po przejęciu Crunchyroll przez Sony seria została przeniesiona do tegoż serwisu. 
Drugi sezon został zapowiedziany pod koniec finałowego odcinka pierwszego sezonu i pierwotnie miał zostać wyemitowany w 2022 roku, ale został później opóźniony. Jego premiera odbyła się 11 stycznia 2023. 13 lutego 2023 na oficjalnej stronie anime poinformowano, że 7 odcinek zostanie opóźniony o dwa tygodnie do 8 marca. 29 marca zespół animacyjny ogłosił, że dwa ostatnie odcinki zostaną wyemitowane odpowiednio 12 i 19 kwietnia.

### Ścieżka dźwiękowa
| Nr             | Tytuł                                                  | Wykonawcy       | Źródło   |
| Czołówka       | Czołówka                                               | Czołówka        | Czołówka |
| -------------- | ------------------------------------------------------ | --------------- | -------- |
| 1              | „Kyūkyoku Unbalance” (jap. 究極アンバランス!)          | Junjō no Afilia | [ 10 ]   |
| 2              | „Kono tate ni, kakuremasu” (jap. この盾に、隠れます。) | Junjō no Afilia | [ 50 ]   |
| Napisy końcowe |                                                        |                 |          |
| 1              | „Play the World”                                       | Rico Sasaki     | [ 10 ]   |
| 2              | „Step for Joy”                                         | FRAM            | [ 50 ]   |

## Odbiór
Od czasu publikacji w serwisie Shōsetsuka ni narō, oryginalna powieść internetowa zdobyła ponad 60 milionów wyświetleń na stronie.